# Engystomops coloradorum
Engystomops coloradorum är en groddjursart som först beskrevs av David Cannatella och William Edward Duellman 1984.  Engystomops coloradorum ingår i släktet Engystomops och familjen Leiuperidae. IUCN kategoriserar arten globalt som otillräckligt studerad. Inga underarter finns listade i Catalogue of Life.